# مقاطعة أميليا (فيرجينيا)
 مقاطعة أميليا  (بالإنجليزية:  Amelia County)‏ هي إحدى المقاطعات في ولاية فيرجينيا في الولايات المتحدة الأمريكية.

## أعلام
- جون وليامز ووكر
- ويليام إس. ارتشر
- روزا ديكسون بوزر
- ستابلتون كراتشفيلد
- آرت هيلهاوس
- إدموند روفين
- ويليام توماس وارد
- جون ونستون جونز